# Hieromártir

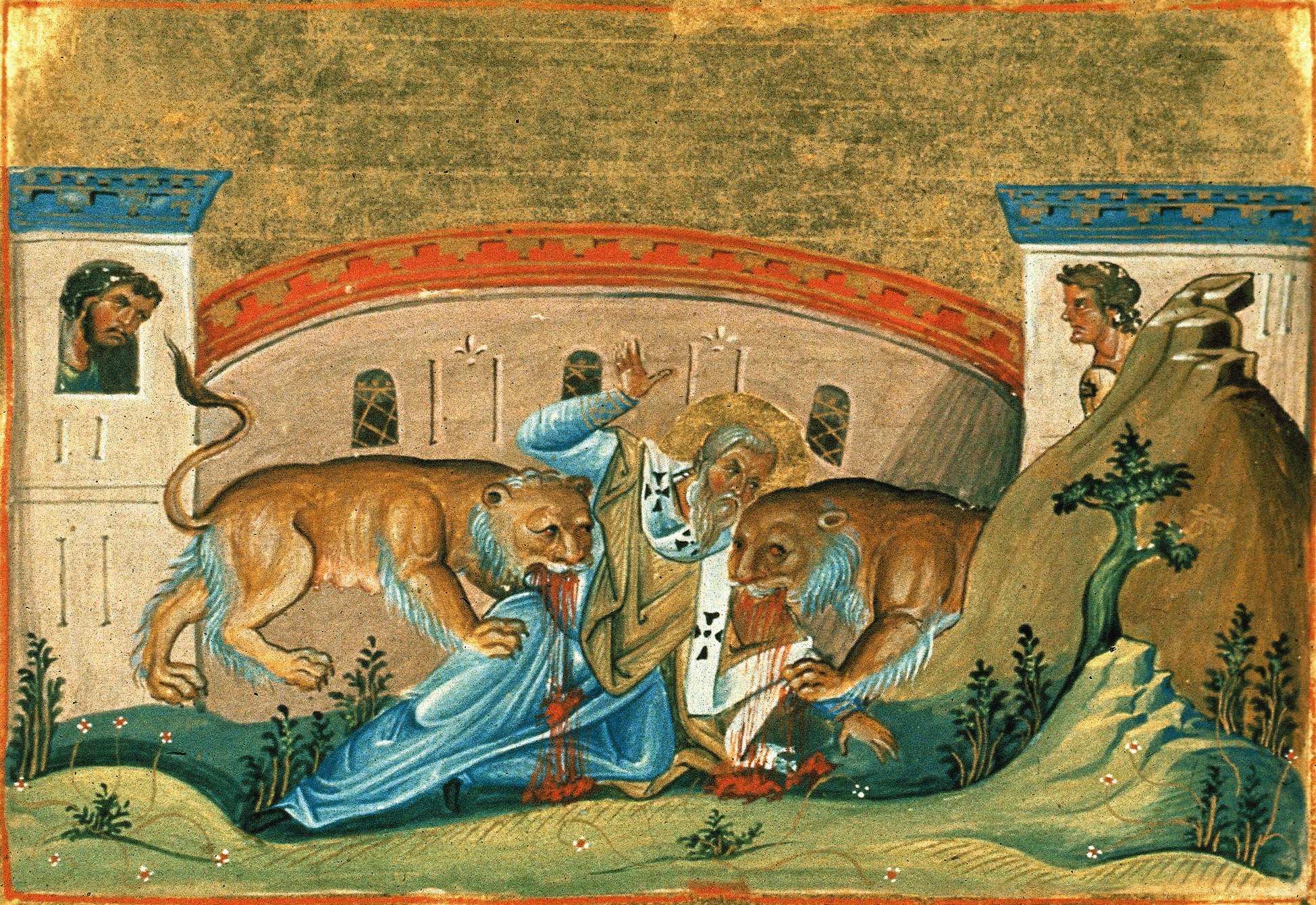
Ignacio de Antioquía devorado por los leones.

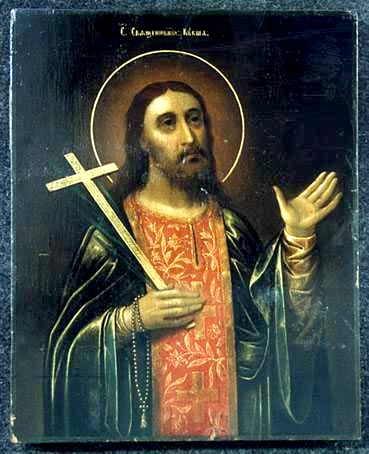
Pintura del mártir Kuksha Pechersky.

En la tradición ortodoxa, un hieromártir (en griego antiguo: Ὁ Ἱερομάρτυρας, en latín: sanctus martyr, en ruso: Священномученик) es un mártir que había recibido la ordenación como obispo, sacerdote o diácono, y que muere a causa de su creencia en Jesucristo.
La diferencia entre un hieromártir y un mártir radica en la presencia de la primera orden sagrada. Los hieromártires no constituyen un estrato especial de santidad, y en la liturgia se los conmemora junto con otros mártires. En la Iglesia ortodoxa, durante la proskomedia o liturgia de preparación, tanto para ellos como para otros mártires, se extrae cinco partes de las nueve prosfora.

## Hieromártires famosos
Entre los hieromártires de los primeros siglos del cristianismo se incluyen a:
- Basilio, obispo de Ancira, muerto bajo Juliano el Apóstata en 362-363;
- Blas, obispo de Sebaste, muerto en el siglo IV;
- Clemente, obispo de Ancyra, muerto bajo Maximino Daya en 312;
- Ignacio, obispo de Antioquía, muerto bajo el emperador Trajano, arrojado a los leones en 107;
- Cipriano, obispo de Cartago, muerto en 258;
- Clemente, Papa de Roma, deportado a Quersoneso Táurico por orden de Trajano y se ahogó en el mar;
- Antipas, obispo de Pérgamo, como castigo por la conversión de muchos paganos al cristianismo, fue echado en un toro de cobre al rojo vivo.
- San Lorenzo, diácono regionario de Roma,  fue martirizado en una parrilla el 10 de agosto de 258, cuatro días después del martirio del papa Sixto II.

De los santos rusos, los mártires son:
- Hermógenes, patriarca de Moscú y de toda Rusia, muerto en 1612;
- Kuksha Pechersky, predicador de los Vyatichi, que aceptó la muerte en sus manos a principios del siglo XII;
- Macario, obispo metropolitano de Kiev, asesinado por los tártaros en 1497;
- Atanasio de Brest-Litovsk (1597-1648), higúmeno del monasterio de Brest-Litovsk.
- Avvakum es venerado en la mayoría de las iglesias y comunidades de viejos creyentes como un santo mártir y confesor.

La mayoría de los nuevos mártires y confesores de la Iglesia ortodoxa rusa fueron canonizados precisamente como hieromártires, ya que eran clérigos u obispos.